# Meister Francke
Meister Francke (auch als Frater Francke bezeichnet, * um 1383 am Niederrhein; † um 1436 in Hamburg) war ein Dominikaner und Maler.

## Leben und Werk
Das Leben von Meister Francke ist kaum urkundlich belegt, lässt sich aber anhand von späteren Hinweisen grob nachvollziehen. Wie Hermann von Kerssenbrock in seiner Geschichte der sogenannten Wiedertäufer zu Münster (ab 1567) berichtet, war Francke Dominikaner aus Zutphen. Er gehörte somit demselben Orden an wie sein zeitgenössischer Malerkollege Fra Angelico.
In Paris studierte Francke die Artes liberales und die Malerei in den Werkstätten der Illuminatoren. Aus stilkritischen Gründen ist eine Ausbildung Franckes in einem Pariser Skriptorium denkbar.
Franckes 1424 urkundlich erwähnter Titel mester („Magister“) lässt darauf schließen, dass er in Paris Theologie studierte. Es entsprach der Tradition des Dominikanerordens, begabten Brüdern eine Ausbildung in der Malerei möglich zu machen und sie dafür von anderen Aufgaben zu befreien. Danach ist es auch möglich, dass Bruder Francke das Theologiestudium nicht abschloss und der Magister kein Universitätsgrad, sondern eine Art Ehrentitel war.
Aus der Kopie eines Kaufvertrags für ein Altarbild geht hervor, dass Francke spätestens 1424 in das Dominikanerkloster St. Johannis in Hamburg eintrat. Helmut R. Leppien schätzt, dass Francke etwa zwanzig Jahre lang, etwa ab 1420, in Hamburg lebte. Leppien meint, in Franckes Entwicklung eine Abwendung vom Zeittrend erkennen zu können. In Hamburg selbst war Franckes Kunst ohne direkten Vorläufer. Meister Bertram war bereits um 1415 gestorben. Meister Franckes künstlerische Tätigkeit blieb aber auch ohne Nachfolger in der Hansestadt, obwohl sich das Dominikanerkloster mitten im Beziehungsgeflecht der gesellschaftlichen Kräfte der Stadt befand. Erkennbar wird dies unter anderem an der Tatsache, dass die Bruderschaften der England- und Flandernfahrer Kapellen in der heute nicht mehr existierenden Kirche St. Johannis besaßen.
Die Kaufmannschaft der Englandfahrer-Gesellschaft gab Francke den Auftrag für das oben erwähnte Altarretabel zum Schmuck ihrer Kapelle. Ihr Schutzheiliger war Thomas von Canterbury. Aufgestellt wurde der Thomas-Altar wahrscheinlich 1436, denn erst am 28. September 1436 ging die Kapelle in den Besitz der Englandfahrer über. Zuvor gehörte sie der Bruderschaft der Flandernfahrer.
Ebenfalls im Jahr 1436 ließ die deutsche Kaufmannsbruderschaft in der Dominikanerkirche St. Katharinen in Reval einen Dreifaltigkeitsaltar aufstellen. Die Holztafel war 1429 nach Hamburg gebracht worden, damit sie dort von einem „swarten monich“, einem „schwarzen Mönch“, was sich vermutlich auf den Mantel des dominikanischen Habits bezieht, bemalt werden sollte. Leppien schließt daraus, dass der „schwarze Mönch“ niemand anderes als Meister Francke gewesen sein könne. Das Altarbild ist kaum 100 Jahre später am 14. September 1524 im reformatorischen Bildersturm zerstört worden. Die Klöster in Reval, Hamburg und Zutphen gehörten alle zur Ordensprovinz Saxonia.
Als das wahrscheinlich letzte von Franckes Hand geschaffene Gemälde gilt der Schmerzensmann von 1435, der an der Südwand des Chors in der Hamburger Hauptkirche Sankt Petri hing und sich heute in der Hamburger Kunsthalle befindet.

## Stil
Francke war ein Vertreter des sogenannten „weichen Stils“, in dem Künstler entgegen den früheren, eher starren Formen der Gotik nach anmutigeren, lieblicheren Ausdrucksformen strebten. Diese Milde setzte Francke oft in spannungsvollen Kontrast zur rohen Gewaltdarstellung. Die Mimik und Gestik seiner Figuren ist ausgeprägt. Franckes Werk zeigt Ansätze zur Darstellung von räumlicher Tiefe und zeichnet sich durch die Verwendung kräftiger, prachtvoller Farben aus. Einige Forscher zogen umstrittene stilistische Parallelen zur Pariser Miniaturmalerei des 15. Jahrhunderts.

## Wiederentdeckung
Meister Francke war lange Zeit vergessen. Erst 1899, in einer Zeit, die sich stark mit der Historie beschäftigte, stieß Anton Hagedorn wieder auf dessen Namen, als er den Meister des ein Jahr zuvor von Alfred Lichtwark für die Hamburger Kunsthalle erworbenen Thomasaltars recherchierte. Im selben Jahr veröffentlichte Lichtwark eine erste Monografie über den Künstler. 1925 fand in der Kunsthalle eine erste Ausstellung über Franckes Werk statt, der 1929 eine Monografie von Bella Martens folgte.

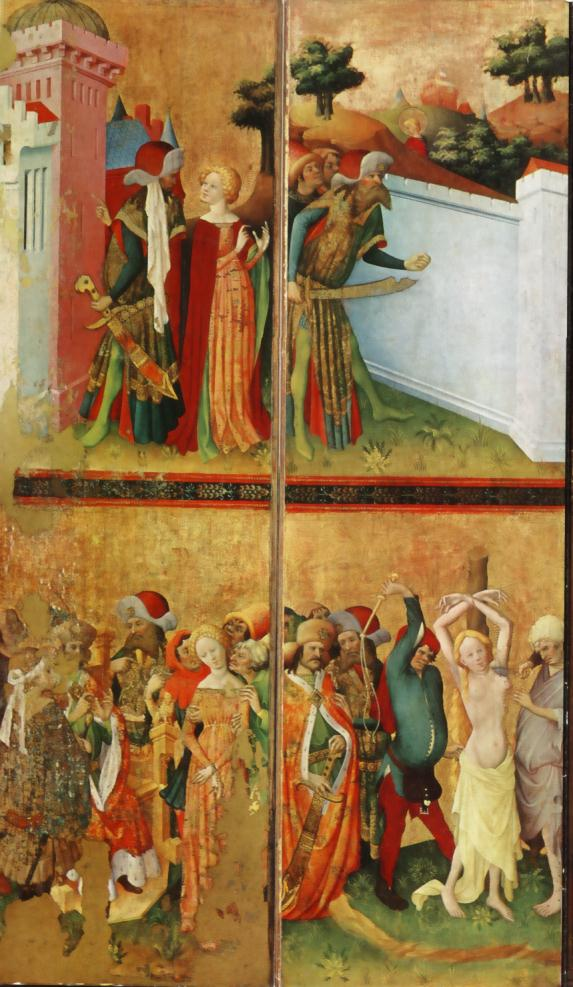
Linke Seite des Barbara-Altars (vor 1424), Finnisches Nationalmuseum
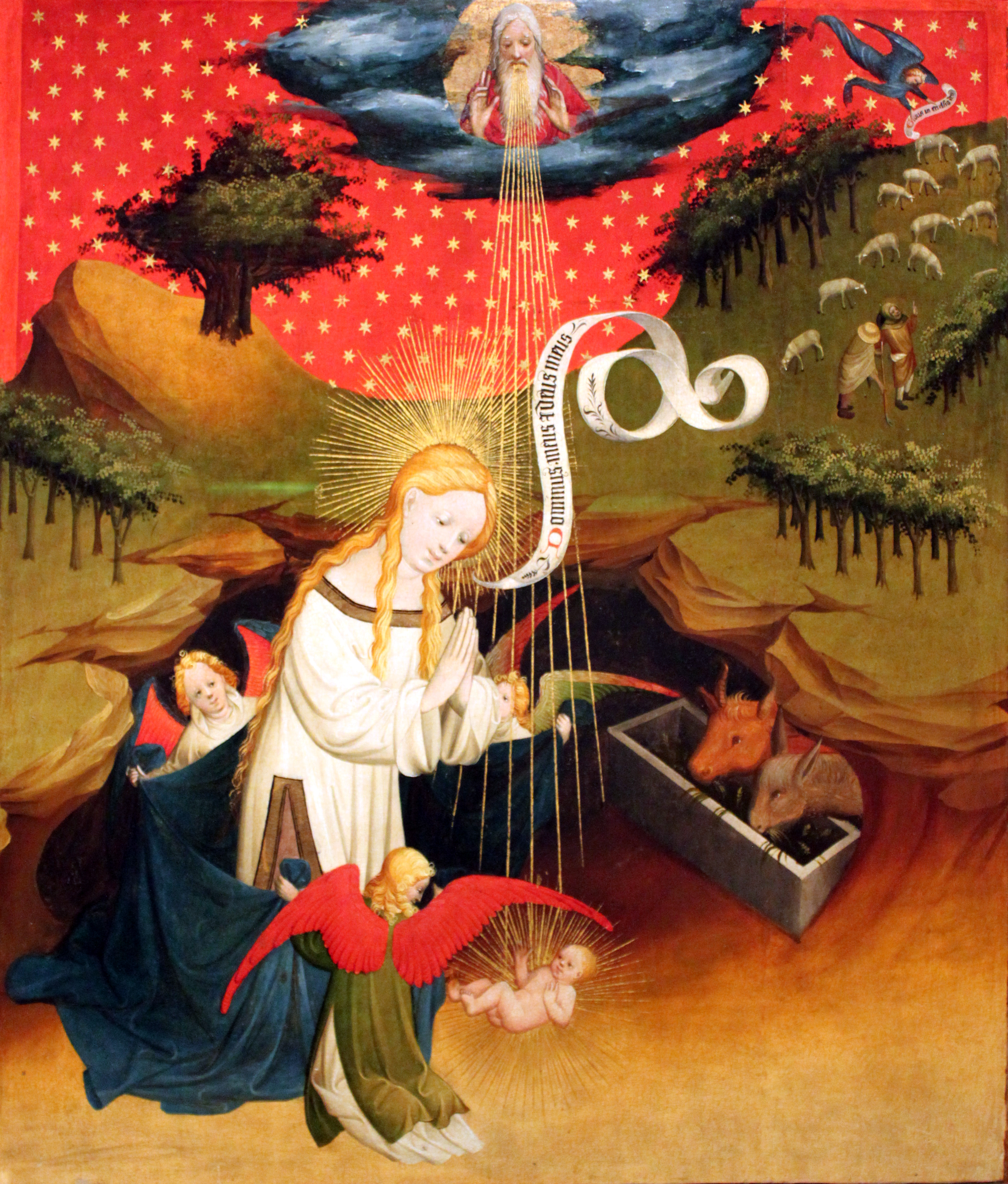
Die Anbetung des Kindes, 1426, Hamburger Kunsthalle
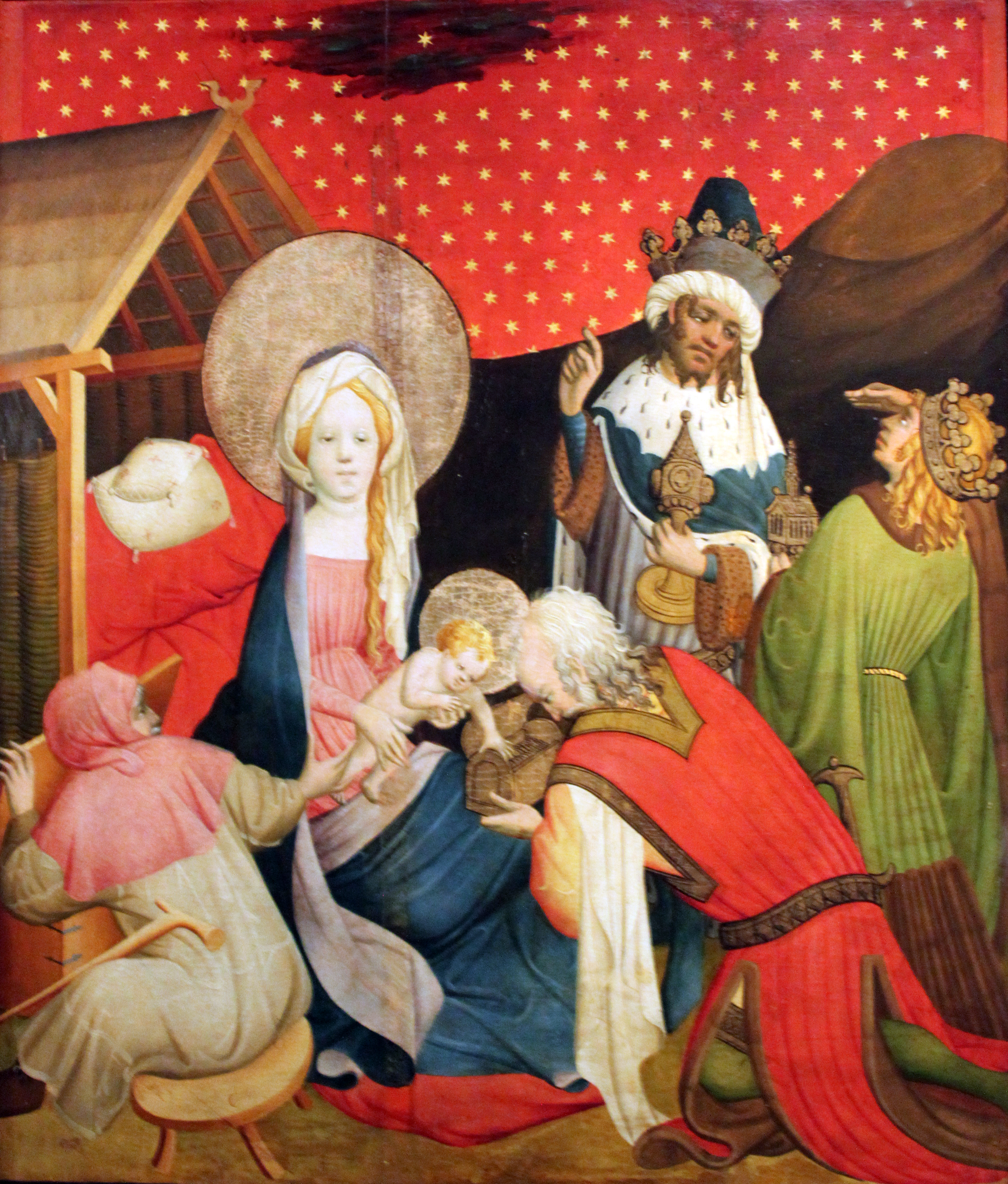
Die Anbetung der Könige, 1426, Hamburger Kunsthalle
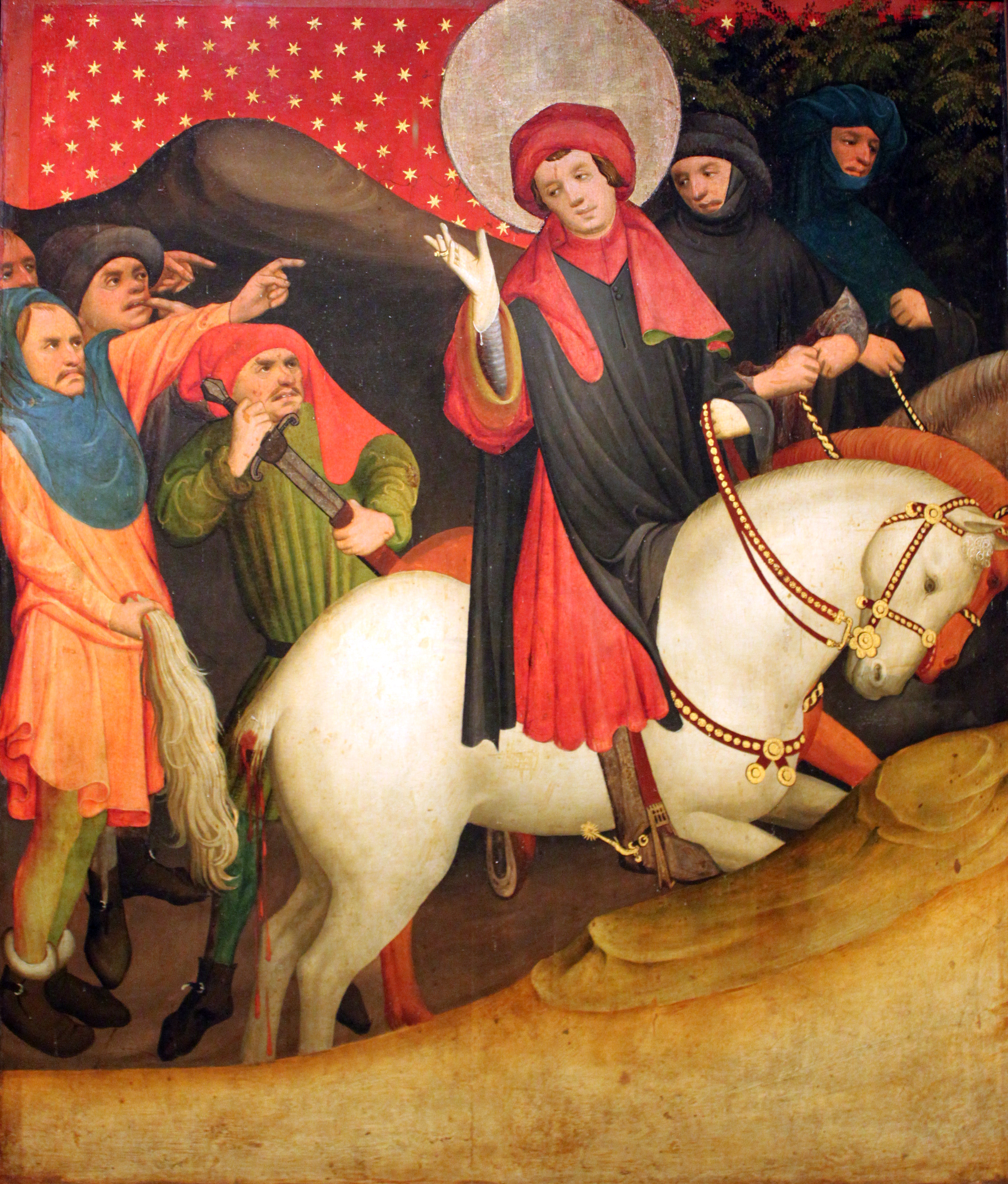
Die Verhöhnung des hl. Thomas von Canterbury, 1426, Hamburger Kunsthalle
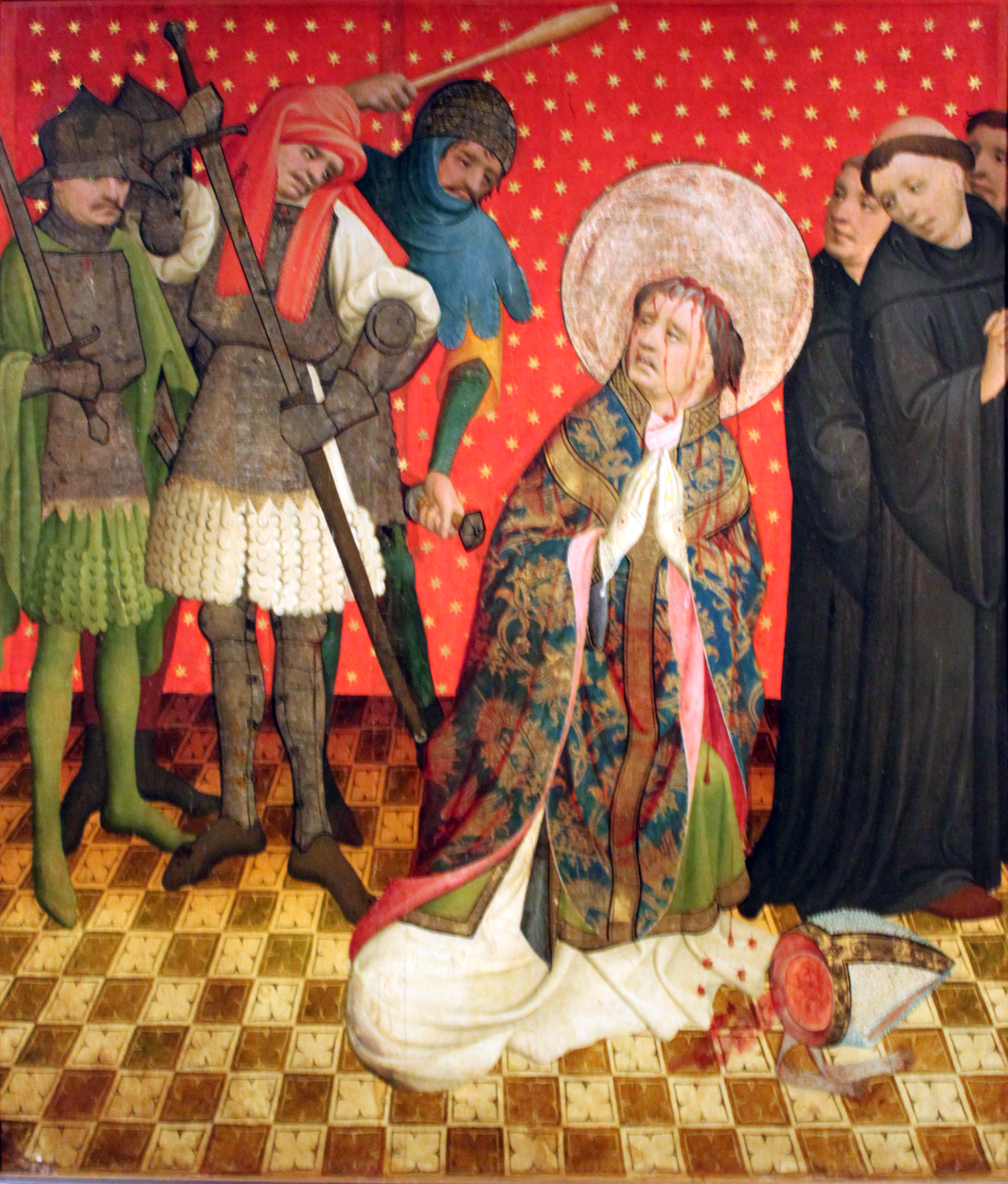
Das Martyrium des hl. Thomas von Canterbury, 1426, Hamburger Kunsthalle
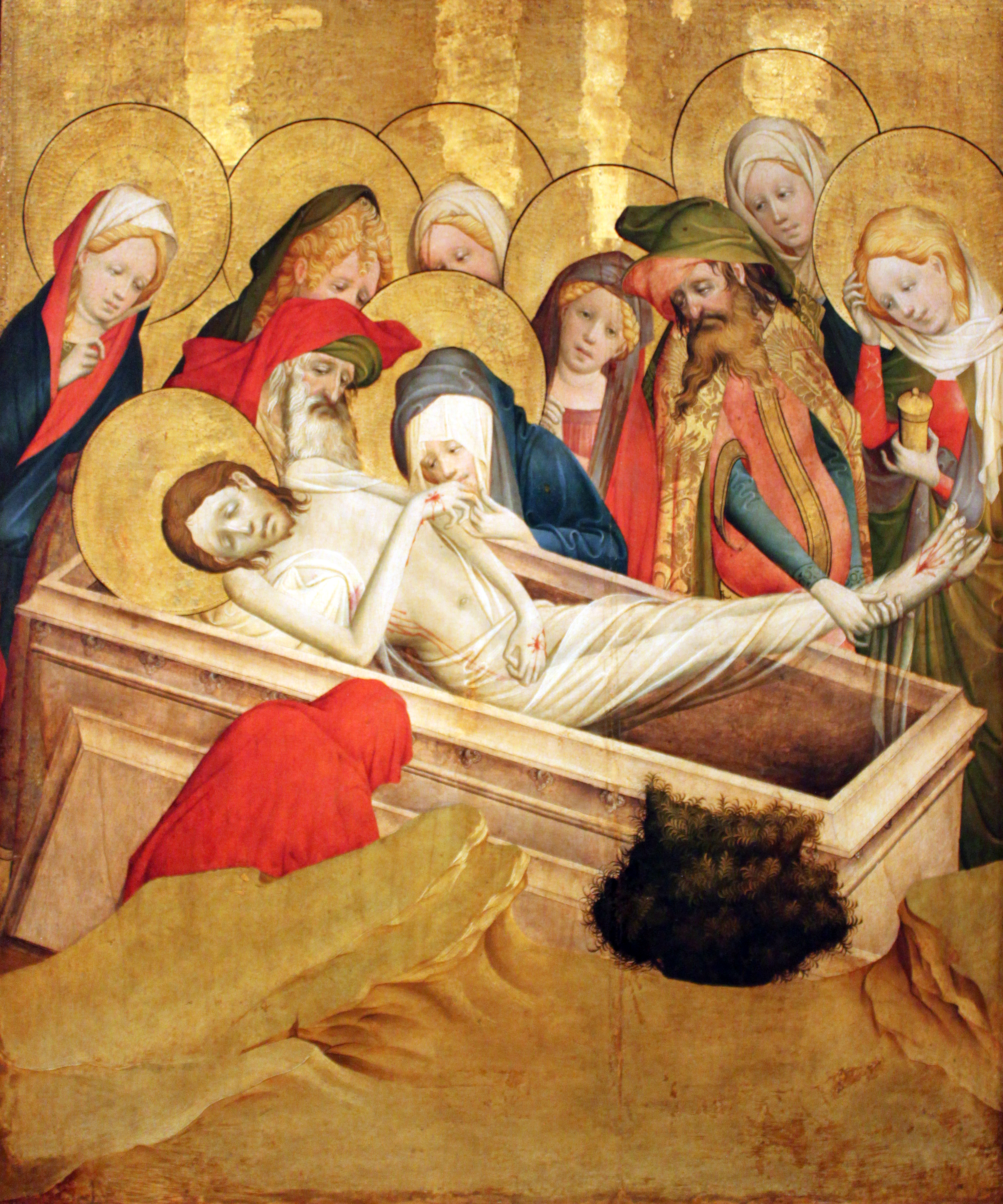
Grablegung Christi, 1430, Hamburger Kunsthalle
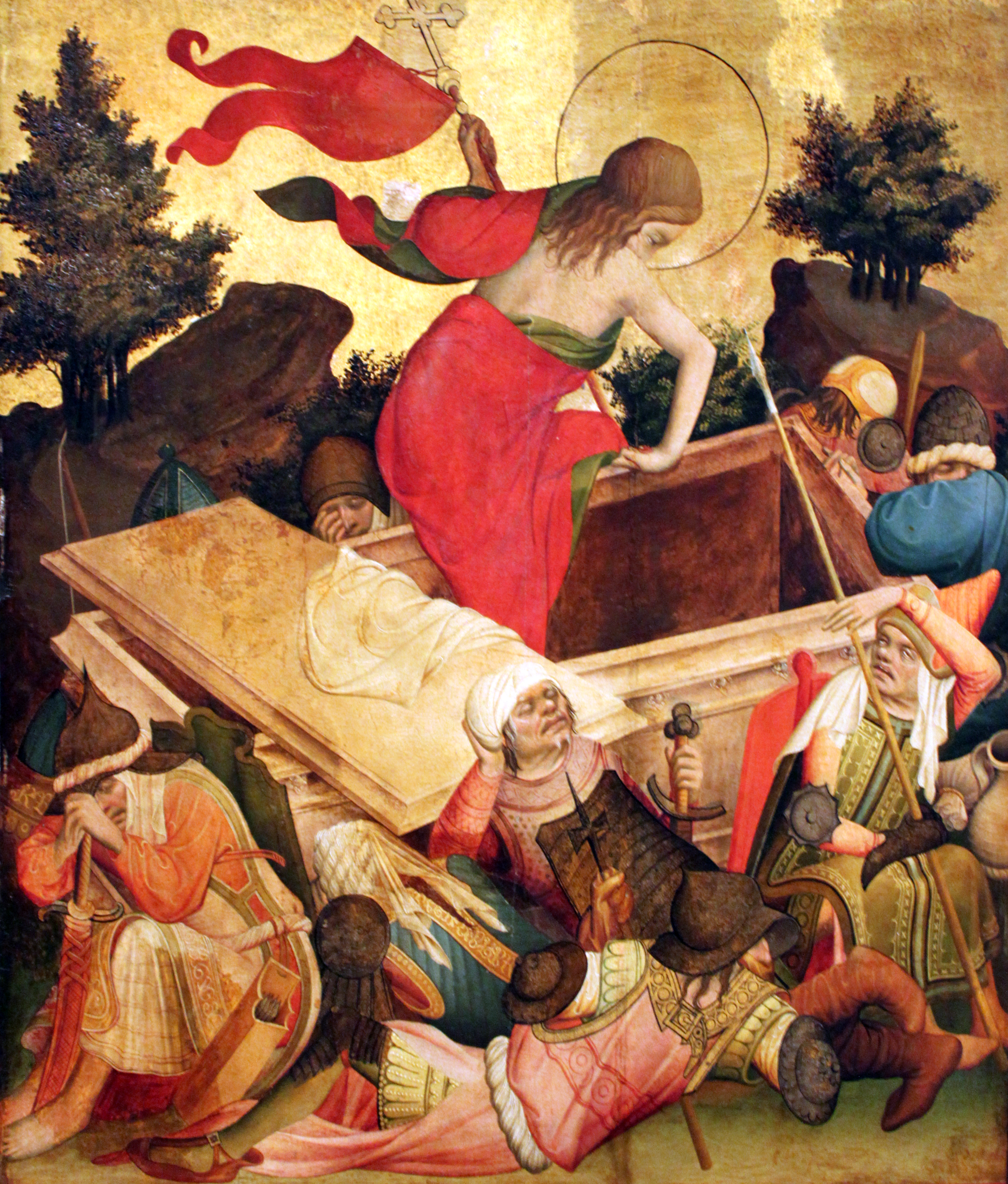
Christi Auferstehung, 1430, Hamburger Kunsthalle
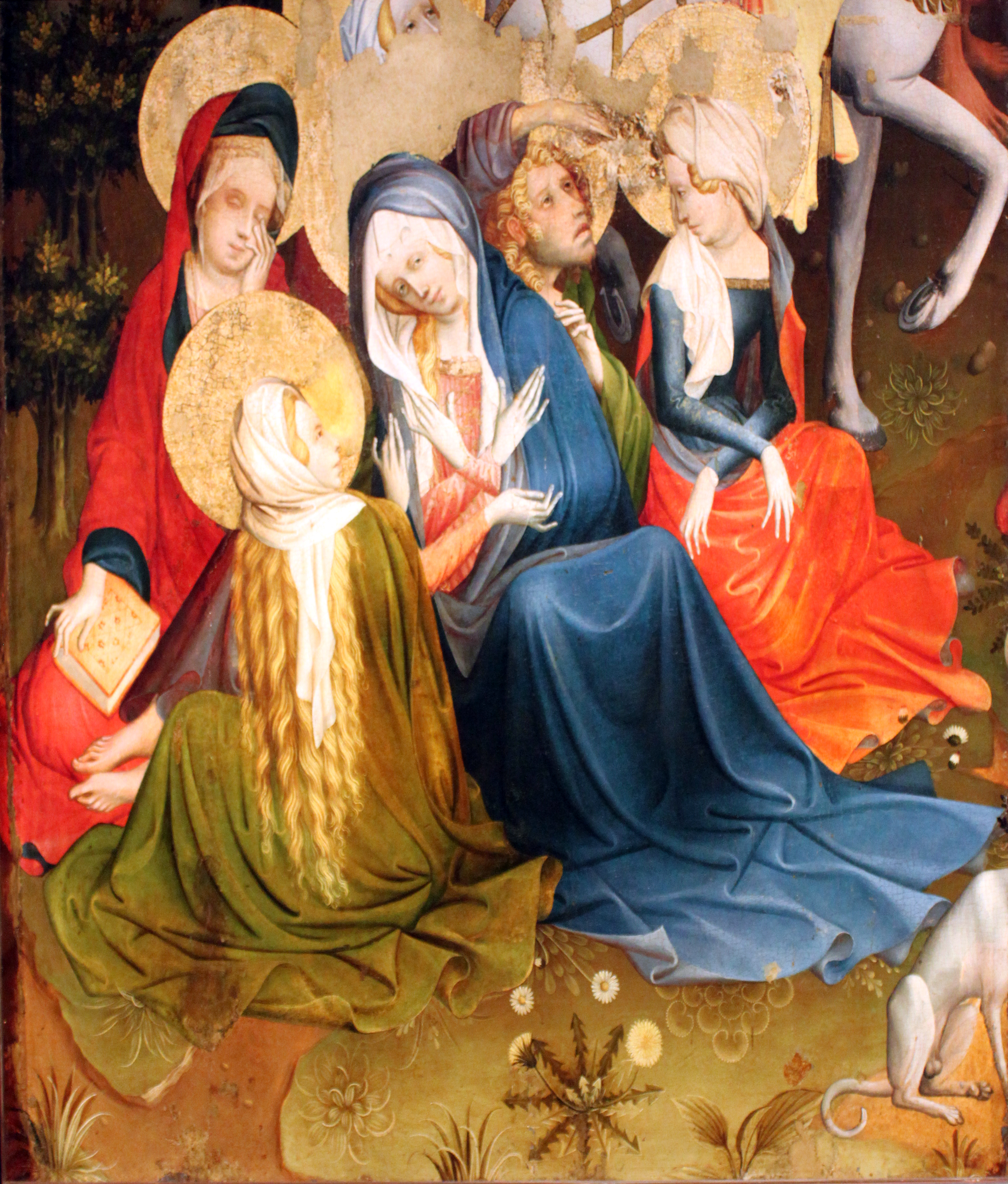
Die klagenden Frauen am Kreuz (Fragment), 1435, Hamburger Kunsthalle
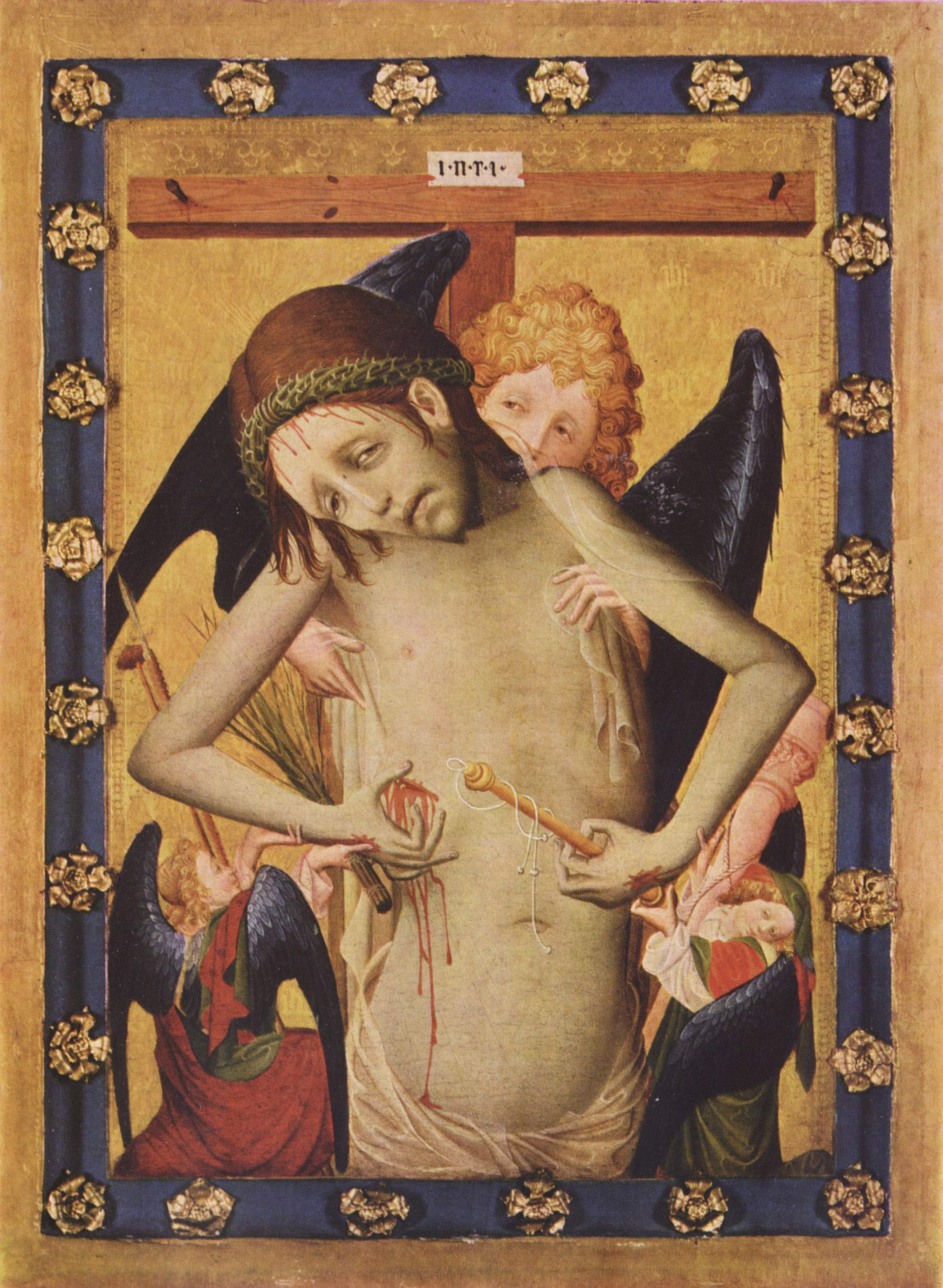
Der Schmerzensmann (um 1430), Museum der bildenden Künste Leipzig
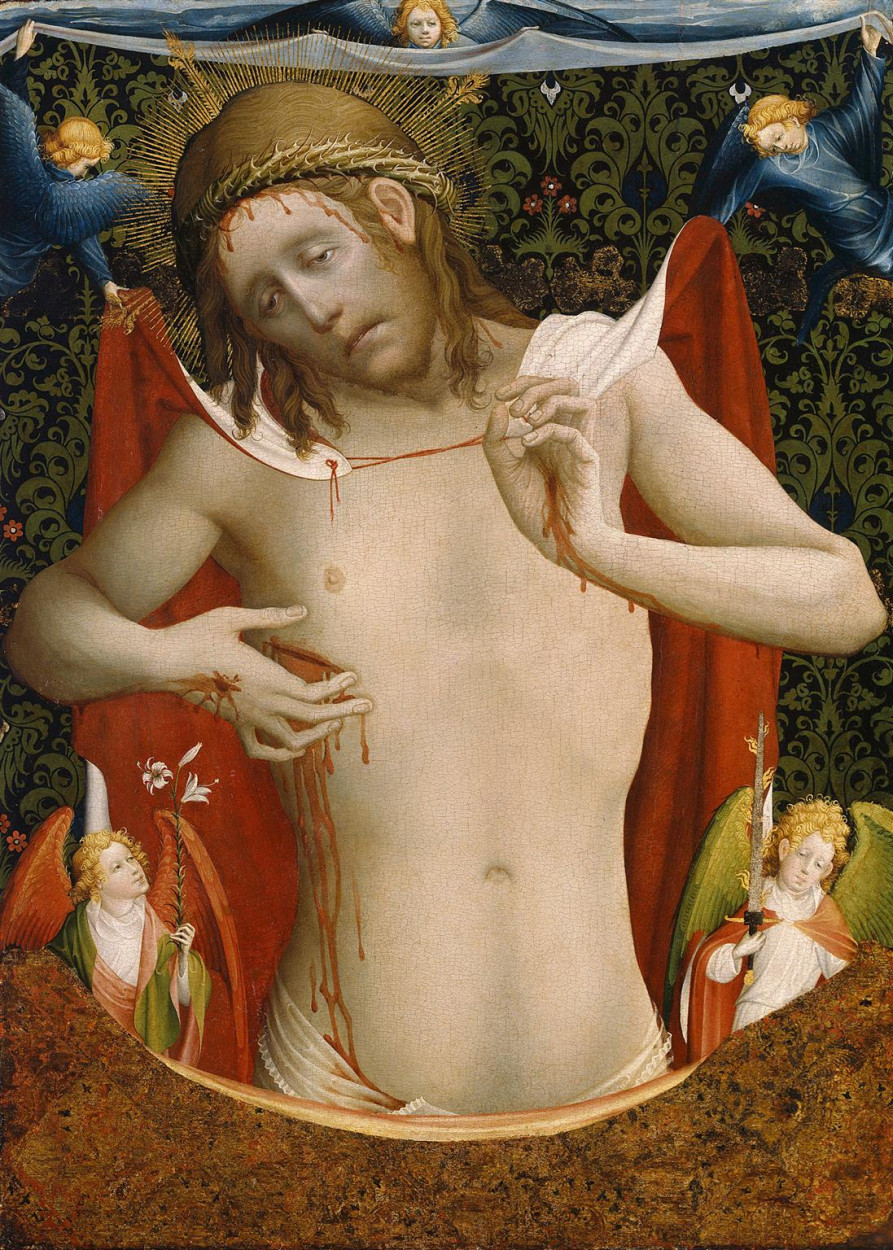
Schmerzensmann (1435), Hamburger Kunsthalle

Die Meister-Francke-Straße in Hamburg-Barmbek ist nach ihm benannt.
Auf den beiden Weihnachtsmarken der Bundesrepublik Deutschland 2006 wurden die Geburt Christi und die Anbetung der Könige abgebildet, zwei Gemälde des von Meister Francke bemalten Thomasaltar.

## Umkreis
- Meister des Malchiner Altars